# Conistra unicolorspadicea
Conistra unicolorspadicea är en fjärilsart som beskrevs av Barend J. Lempke 1964. Conistra unicolorspadicea ingår i släktet Conistra och familjen nattflyn. Inga underarter finns listade i Catalogue of Life.